# Ni patrie ni frontières
 (juin 2024).
Si vous disposez d'ouvrages ou d'articles de référence ou si vous connaissez des sites web de qualité traitant du thème abordé ici, merci de compléter l'article en donnant les références utiles à sa vérifiabilité et en les liant à la section « Notes et références ».
Ni patrie ni frontières est une revue de langue française, créée en septembre 2002, et dont le dernier numéro est paru en mai 2019. Depuis elle ne publie plus que des livres. Le contenu de la revue incluait des textes récents ou anciens, tracts, brochures ou chapitres de livres inédits en français ou difficilement trouvables de différents courants révolutionnaires : marxistes, anarchistes, féministes, etc.

## Concept
Chaque numéro de Ni patrie ni frontières tourne autour d'un thème central et inclut des contributions provenant de sources divergentes ou contradictoires.
La revue publie aussi des brochures, des livres ainsi que des compilations rassemblant les textes jugés les plus intéressants. Une partie des articles sont traduits dans d'autres langues : anglais, espagnol, portugais, italien ou néerlandais.
Photocopiée et reliée de façon artisanale jusqu'en mai 2007, la revue est imprimée à partir des numéros 21-22 (novembre 2007) jusqu'au dernier numéro (62-63), paru en mai 2019.
De nombreux articles ont été traduits en anglais comme en témoignent les rubriques Texts in English,.

## Publications annexes

### Livres
Depuis 2008 de nombreux livres, indépendants de la revue, ont été publiés.
- Karim Landais, Passions militantes et rigueur historienne, tome 1 (610 pages) et tome 2 (752 pages), 2006
- Karim Landais, Anarchisme, nation, identité, culture, 182 pages, 2008
- Loren Goldner, Demain la Révolution, tome 1 (recueil d'articles traduits de l'anglais), 392 pages, 2008
- Échanges : Restructuration et lutte de classe dans l'industrie automobile, 226 pages, 2010
- Encyclopédie anarchiste (1924-1935) : La Raison contre Dieu (anthologie de textes extraits de cette encyclopédie), 484 pages, 2010
- Patsy, Le Monde comme il va (1999-2010) : chroniques et coups de gueule sur la radio Alternantes, 376 pages, 2010
- G. Munis, Textes politiques, Œuvres choisies, tome I: De la guerre d'Espagne à la rupture avec la Quatrième Internationale (1936-48), 400 p., 2012
- Karim Landais, De l'OCI au Parti des travailleurs, 600 p., 2012
- Michel Roger, Les années terribles (1926-1945). La Gauche Italienne dans l'émigration parmi les communistes oppositionnels, 326 p., 2012
- Michel Olivier, L'Enfer continue. De la guerre de 1940 à la guerre froide.  La Gauche communiste de France parmi les révolutionnaires, 332 p., 2013.

présentation éditeur.
- L’anarchisme d’Etat et la Commune de Barcelone, A. Guillamon, H. Rüdiger, H. Oehler, 2015,
- Balance n° 38 : Correspondance entre Diego Camacho (Abel Paz) et Juan Garcia Oliver, 2016
- Amalia Alvarez, Cinq histoires de femmes «sans papiers», 2016 (bande dessinée)
- Michel Roger, Envers et contre tout (de l'Opposition de Gauche à l'Union Communiste - 1926-1939).246 p, 2017.
- Joao Bernardo, Contre l'écologie, 2017
- Joao Bernardo, Loren Goldner, Adolph Reed Jr., La Gauche identitaire contre la classe, 2017
- Joao Bernardo et Manolo, De retour en Afrique. Des révoltes d'esclaves au panafricanisme, 2018
- Danubia Mendes Abadia, Combate et les luttes sociales pour l'autonomie au Portugal (1974-1975), 2018
- Collectif, Outils de formation contre l'antisémitisme, 2020
- Christian Riechers, Gramsci et le marxisme italien face aux idéologies de l'époque, 2021
- Yves Coleman, Candide Corcuff ou les mirages identitaires, 2021
- João Bernardo, L’autre face du racisme, 2022
- João Bernardo, Ils ne savaient pas encore qu’ils étaient fascistes, 2022
- João Bernardo, Anticapitalisme. Anti...quoi ? 2022
- Spencer Sunshine, Des rouges, des bruns et des rouges bruns. L'antisémitisme aux Etats-Unis au XXIe siècle, 2023

### Anthologies thématiques
La revue a aussi édité des anthologies thématiques d'articles publiés ou pas auparavant dans Ni patrie ni frontières.
- Question juive et antisémitisme, sionisme et antisionisme, 344 pages, 2008 (Compil' n°1)
- Islam, islamisme, « islamophobie », 336 pages, 2008 (Compli' n° 2)
- La Fable de l'illégalité : intégration forcée aux Pays-Bas, 360 pages, 2008 (Compil n° 3)
- De la violence politique, 274 pages, 2009 (Compil' n° 4)
- Religion et politique, 392 pages, 2010 (Compil' n° 5)
- Polémiques et antidotes contre certains mythes et mantras gauchistes, 400 p., 2010 (Compil' n° 6)